# Новомосковская улица (Москва)
Новомоско́вская улица (до 1923 — Останкинское шоссе) — улица на севере Москвы, в Останкинском районе Северо-Восточного административного округа; между Калибровской и 1-й Останкинской улицами.

## Происхождение названия
До 1923 года — Останкинское шоссе, переименована в связи с изменением типа городского объекта; приставка Ново- была дана для отличия от уже имевшихся Московских улиц, связывавших Останкино с Москвой. К городам, носящим имя Новомосковск, или к Новой Москве название улицы отношения не имеет. На улице находится Московский финансово-экономический институт, подразделение Финансовой академии.

## Расположение
Новомосковская улица проходит с юга на север, начинается, когда Шереметьевская улица разделяется на собственно Новомосковскую и Аргуновскую улицы, которые постепенно расходятся, образуя расширяющуюся зелёную зону, а далее территорию Телецентра. На образованный крупный перекрёсток выходят также Звёздный бульвар и Калибровская улица. Затем Новомосковская улица пересекает Прудовой проезд, 2-ю Новоостанкинскую улицу, проезд Дубовой Рощи, улицу Академика Королёва, проходит вдоль Останкинского пруда (слева) и заканчивается на 1-й Останкинской улице недалеко от Останкинского дворца.
Движение по улице от Академика Королёва до Шереметьевской — одностороннее, кроме общественного транспорта, в сторону Шереметьевской улицы, движение в противоположном направлении осуществляется по Аргуновской улице.

## Учреждения и организации
- Дом 10/16 — ГОУ центр творчества детей и подростков «Останкино»;
- Дом 15А, строение 1 — Московский финансово-экономический институт (МФЭИ).

## Общественный транспорт
- Железнодорожная платформа  Останкино — в 900 метрах от середины улицы.
- Автобусы 524, м53, с585, н6 (в обе стороны); 561 (только в направлении от улицы Академика Королёва до Звёздного бульвара).